# Филарета (Шлиппенбах)
Филарета (в миру баронесса Варвара Шлиппенбах; ум. 1875) — игуменья Лебединского Николаевского монастыря Киевской епархии Русской православной церкви.

## Биография
Баронесса Шлиппенбах воспитывалась в Патриотическом институте в Санкт-Петербурге пансионеркой российской императрицы Елизаветы Алексеевны.
В 1832 году Варвара Шлиппенбах поступила послушницей в Новгородский Свято-Духов монастырь, через год перешла в Киево-Флоровский монастырь и 18 декабря 1848 года постриглась в монахини с именем Филареты.

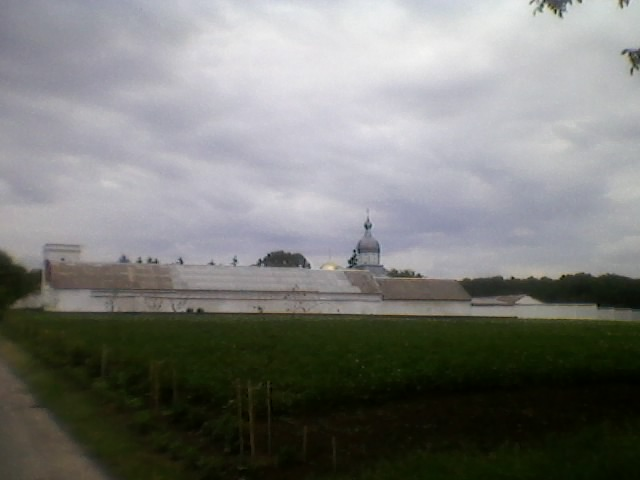
Лебединский Николаевский монастырь

В январе 1850 года Филарета Шлиппенбах была назначена настоятельницей Одесского женского училищного монастыря и посвящена в сан игуменьи; 13 марта 1853 года переведена на должность настоятельницы Лебединского женского монастыря, но так как прежняя его настоятельница не перешла в Одессу, как было назначено ранее, то игуменьи Филарете пришлось жить в монастыре в числе сестёр. В это-то время она занялась воспитанием девиц духовного и светского звания.
20 февраля 1858 года Филарета Шлиппенбах была вновь назначена настоятельницей монастыря и в 1859 году открыла при нём шестиклассное училище для воспитания бедных девиц, преимущественно духовного звания, с программою епархиальных женских училищ. С самыми малыми средствами она содержала это училище до конца своей жизни, в течение 17 лет своего управления монастырём, и довела число учениц до 104-х.
Филарета Шлиппенбах умерла 26 апреля 1875 года во вверенной ей обители.